# Parkfield (Californie)
Parkfield est une communauté non incorporée située dans le comté de Monterey en Californie, à 34 km à l'est de Bradley.
Un bureau de poste a été actif à Parkfield entre 1884 et 1954
Parkfield présente la particularité de se situer  sur la faille de San Andreas, qui marque la limite entre la plaque nord-américaine et la plaque pacifique.

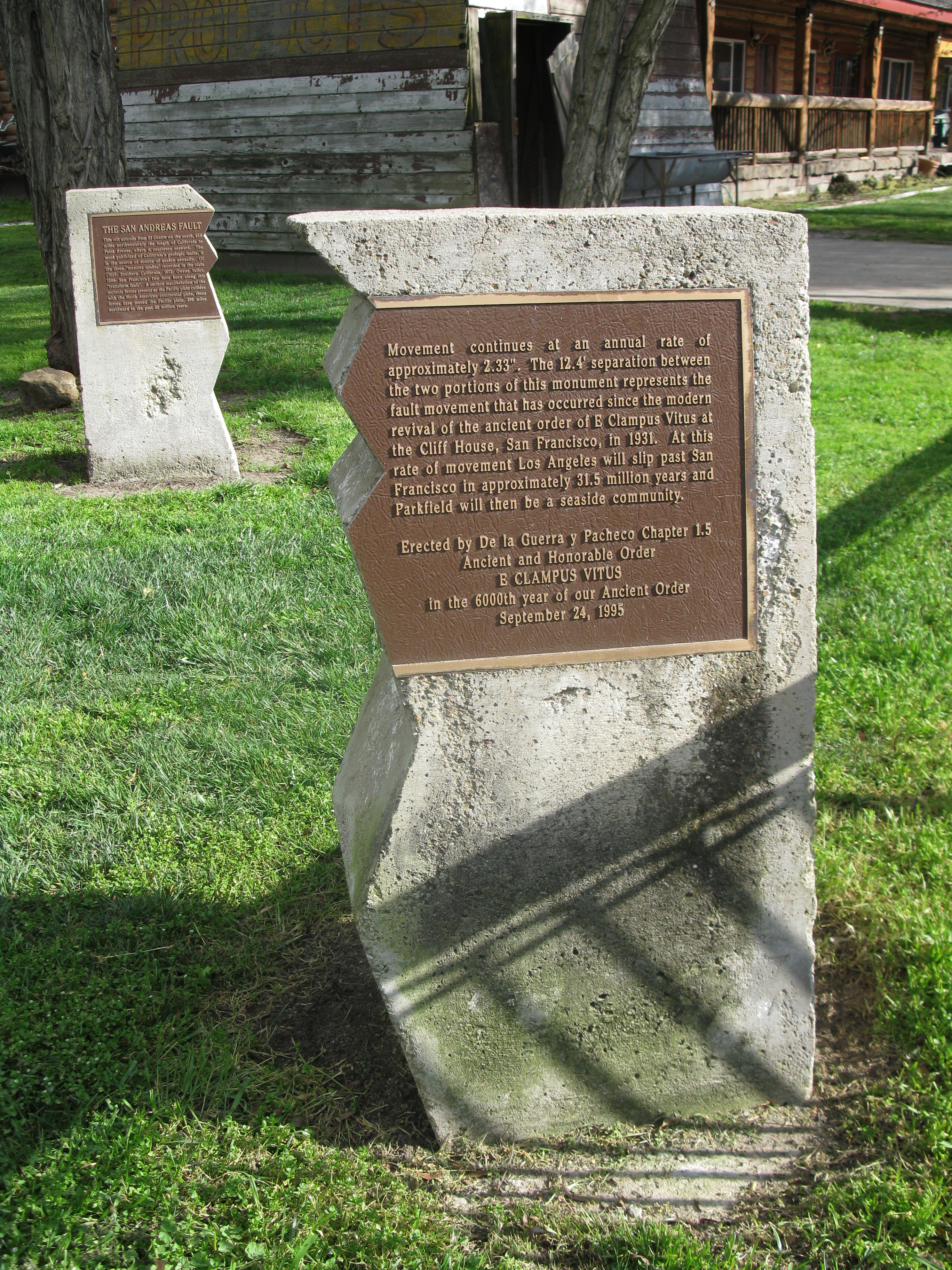
Monument matérialisant le mouvement des plaques à Parkfield.
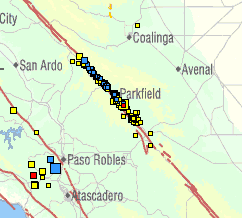
Séismes autour de Parkfield en 2004.